# 3486 Fulchignoni
3486 Fulchignoni è un asteroide della fascia principale. Scoperto nel 1984, presenta un'orbita caratterizzata da un semiasse maggiore pari a 2,4310619 UA e da un'eccentricità di 0,1812783, inclinata di 3,20808° rispetto all'eclittica.